# تام کایفر
تام کایفر (انگلیسی: Tom Keifer؛ زادهٔ ۲۶ ژانویهٔ ۱۹۶۱) خواننده، گیتارنواز، و ترانه‌پرداز اهل ایالات متحده آمریکا است. وی از سال ۱۹۸۲ میلادی تاکنون مشغول فعالیت بوده است.